# Høm (plaats)
Høm is een plaats in de Deense regio Seeland, gemeente Ringsted. De plaats telt 466 inwoners (2019). Høm valt onder de parochie Høm.
De kerk van Høm is waarschijnlijk rond 1080 gebouwd en is hiermee de oudste kerk van de gemeente Ringsted. In de 15e eeuw werd de toren aan de kerk toegevoegd.
Langs het riviertje Ringsted Å werd rond 1530 een watermolen gebouwd. Tot 1664 was de molen het eigendom van het koninklijk huis, waarna het in particuliere handen kwam. Naast het malen van graan werd de molen ook gebruikt om stoffen te bewerken. Tot 1947 was de molen in gebruik voor de productie van meel. In de jaren 90 werd een turbine geplaatst, zodat de molen stroom kan opwekken. Het huidige hoofdgebouw stamt uit 1856.